# Anacampseros herreana
Anacampseros herreana és una espècie de planta amb flors del gènere Anacampseros dins la família de les anacampserotàcies.

## Descripció
És una planta nana ramificada, suculenta, que creix postrada o suberecta de tiges recobertes amb escates blanques, que sorgeixen d'un tubercle (càudex).
El càudex està espessit tuberosament, per emmagatzemar aigua.
Les tiges són simples, de fins a 10 cm de llarg i de 3 a 5 mm de diàmetre, erectes o semi-erectes completament cobertes per les seves fulles disposades en espiral.
Les fulles, de 1 x 2 mm, estan recobertes per escates de 2 a 2,5 mm de llarg i de 1,5 mm d'ample, àmpliament ovades a lanceolades, apiculades a acuminades, amb la pinta una mica recorbada tot just mostrant les fulles a sota, sovint amb un nervi principal més fosc; les axil·les escassament peludes.
Les flors, de 7 a 8 mm de diàmetre, perfumades; els pètals àmpliament obovats, arrodonits o aguts, de color blanc; 10 estams; els sèpals de 0,8 a 1 mm de llarg, amb forma de D o de pera, aculeats a papil·losos.

## Distribució
Planta endèmica de la província del Cap Septentrional de Sud-àfrica (Namaqualand i Richtersveld).
Aquesta espècie es veu amenaçada per una greu degradació de l'hàbitat a causa d'una sobrepastura: grans zones del Richtersveld estan saturades de bestiar. A més, també és objectiu de col·leccionistes de suculentes i s'han observat disminucions locals a causa de la recol·lecció il·legal de plantes madures silvestres.

## Taxonomia
Aquesta espècie va ser descrita per primer cop l'any 1930 a la publicació Repertorium Specierum Novarum Regni Vegetabilis. Centralblatt für Sammlung und Veroffentlichung von Einzeldiagnosen neuer Pflanzen pel botànic alemany Karl von Poellnitz (1896-1945).
Aquesta espècie fou coneguda amb aquest nom fins al 1994, any en què el botànic anglès Gordon Douglas Rowley (1921-2019) va crear el gènere Avonia i la hi va incloure (Avonia herreana). A partir de l'any 2010 va tornar al gènere Anacampseros i va passar a la família de les anacampserotàcies com a conseqüència de les investigacions de Reto Nyffeler i Urs Eggli publicades a la revista Taxon.

### Sinònims
Els següent nom científic és un sinònim d'Anacampseros herreana:
- Avonia herreana (Poelln.) G.D.Rowley